# John Fitch (uppfinnare)

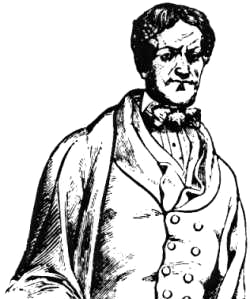
John Fitch.

John Fitch, född 21 januari 1743 i Windsor, Connecticut, död 2 juli 1798 i Bardstown, Kentucky, var en amerikansk uppfinnare.
Fitch nämnes som konstruktör av det första ångfartyget i Amerika. På 1780-talet sysselsatte han sig med utarbetandet av en karta över de stora vildmarkerna i norra Västern, och under de resor han för detta ändamål företog på floderna vaknade först hos honom den tanken, att dessa skulle kunna befaras medelst ångfartyg. 
Efter att Fitch förgäves hos delstaternas styrelser försökt erhålla medel för tillämpande av denna sin idé, lyckades det honom äntligen att 1786 i Philadelphia bilda ett bolag, för vars räkning en av honom byggd liten ångbåt, med en utlovad hastighet av 14,8 km/h, kort därefter sattes i trafik och under en tid fraktade passagerare på Delawarefloden, men med förlust, så att bolaget 1790 måste upplösas. År 1793 begav han sig till Frankrike, men hans försök att där göra uppfinningen gällande misslyckades. Hans patents prioritet framför Robert Fultons lär ha lagligen prövats och godtagits av myndigheterna i hans hemland.